# Rhinobatos irvinei
Rhinobatos irvinei es una especie de peces de la familia Rhinobatidae en el orden de los Rajiformes.

## Morfología
- Los machos pueden llegar alcanzar los 100 cm de longitud total.[2]

## Reproducción
Es ovíparo.

## Distribución geográfica
Se encuentra desde las  costas del Marruecos hasta las de Namibia.